# Hamid Boujar
Hamid Boujar (ur. 8 września 1980) – marokański piłkarz, grający jako środkowy pomocnik.

## Klub

### FUS Rabat
Zaczynał karierę w FUS Rabat.
W sezonie 2011/2012 (pierwszym w bazie Transfermarkt) zagrał 12 meczów i strzelił gola.
Zagrał w meczu o Afrykański Super Puchar przeciwko TP Mazembe, przegranym po rzutach karnych.

### Dalsza kariera
1 lipca 2012 roku został zawodnikiem JS Massira. Następnie zakończył karierę.